# 民生投资
民生投资管理股份有限公司 （深交所：000416）是中国深圳证券交易所的一家上市公司，主营业务范围为零售业。
2011年，该公司主营业务收入为686306710.63元，公司净利润为31897986.44元，公司总资产为897456782.10元。